# Gare de Marenne
La gare de Marenne est une ancienne halte ferroviaire belge de la ligne 43, d'Angleur à Marloie située à Marenne, ancienne commune intégrée à celle de Hotton, dans la province de Luxembourg en Région wallonne.

## Situation ferroviaire
La gare de Marenne se trouvait au point kilométrique (PK) 54,0 de la ligne 43, d'Angleur à Marloie entre les gares ouvertes de Melreux-Hotton et Marche-en-Famenne.

## Histoire
La ligne de l'Ourthe est mise en service en deux étapes en 1865 et 1866 par la Grande compagnie du Luxembourg afin de relier Liège à la ligne du Luxembourg.
En 1885, les Chemins de fer de l'État belge mettent en service à titre d'essai un point d'arrêt pour desservir Marenne. Il devient une halte le 1er octobre 1892.
Un bâtiment des recettes de plan type 1893 y est construit et le déchargement de marchandises de toute catégorie (sauf les remorques) est autorisé.
Marenne, redevenue un simple point d'arrêt administré depuis la gare de Marche-en-Famenne ferme aux voyageurs le 3 juin 1984. Le bâtiment et les quais ont été détruits.